# 松尾浩
松尾 浩（まつお ひろし）は、日本の編集技師である。日本映画学校（現・日本映画大学）卒業。ワインド・アップに入社。現在はフリーである。

## 主な作品

### テレビドラマ
- 三丁目の夕日（1990年）
- その男の恐怖（1998年）
- 眠れる森（1998年）
- リップスティック（1999年）
- 氷の世界（1999年）
- 火魅子伝（1999年）
- バスストップ（2000年）
- 永遠の1/2（2000年）
- 世にも奇妙な物語 SMAPの特別編（2001年）
- カバチタレ!（2001年）
- 土曜ワイド劇場 外科医佐伯真の殺人カルテ（2001年）
- 世にも奇妙な物語 '01春の傑作選（2001年）
- 非婚家族（2001年）
- ラブ&ファイト（2001年）
- 世にも奇妙な物語 春の特別編（2001年）
- 水曜日の情事（2001年）
- タクシードライバーの推理日誌（2001年）
- 夫婦漫才（2001年）
- モーニング娘。新春! LOVEストーリーズ（2002年）
- 人にやさしく（2002年）
- ロング・ラブレター〜漂流教室〜（2002年）
- 世にも奇妙な物語 春の特別編（2002年）
- ウエディングプランナー SWEETデリバリー（2002年）
- 空から降る一億の星（2002年）
- ランチの女王（2002年）
- 東京物語（2002年）
- 天使の歌声 〜小児病棟の奇跡〜（2002年）
- 恋愛偏差値（2002年）
- 世にも奇妙な物語 秋の特別編（2002年）
- ホーム&アウェイ（2002年）
- 薔薇の十字架（2002年）
- ソナギ 雨上がりの殺意（2002年）
- 女と愛とミステリー 湯けむり殺人案内 なんにも専務の名推理（2003年）
- いつもふたりで（2003年）
- 世にも奇妙な物語'03春の特別編（2003年）
- Dr.コトー診療所（2003年）
- 世にも奇妙な物語'03秋の特別編（2003年）
- ビギナー（2003年）
- 金曜エンタテイメント ぶどうの木〜里親と子供たちの愛の物語〜（2003年）
- Dr.コトー診療所 特別編（2004年）
- プライド（2004年）
- 離婚弁護士1（2004年）
- 離婚弁護士スペシャル（2004年）
- 犯人デカ（2004年）
- 2H -TWO HOURS-（2004年）
- 愛し君へ（2004年）
- 電車男（2005年）
- 海猿（2005年）
- 離婚弁護士（2005年）
- 初仕事納め（2005年）
- 不機嫌なジーン（2005年）
- 飛鳥へ、そしてまだ見ぬ子へ（2005年）
- 危険なアネキ（2005年）
- 西遊記（2006年）
- 小早川伸木の恋（2006年）
- 医龍-Team Medical Dragon-1（2006年）
- HERO（2006年）
- 電車男DELUXE 最後の聖戦（2006年）
- Dr.コトー診療所2006（2006年）
- のだめカンタービレ（2006年）
- 東京タワー オカンとボクと、時々、オトン（2007年）
- わたしたちの教科書（2007年）
- プロポーズ大作戦（2007年）
- ファースト・キス（2007年）
- 医龍-Team Medical Dragon-2（2007年）
- のだめカンタービレ新春スペシャル IN ヨーロッパ（2008年）
- 薔薇のない花屋（2008年）
- 世にも奇妙な物語'09春の特別編（2009年）
- 世にも奇妙な物語'09秋の特別編（2009年）
- ホームレス中学生2（2009年）
- 夏の恋は虹色に輝く（2010年）
- 闇金ウシジマくん（2010年）
- 医龍-Team Medical Dragon-3（2010年）
- 全開ガール（2011年）
- 運命の人（2012年）
- 日本沈没-希望のひと-（2021年）

### 映画
- トーキング・ヘッド（1992年）
- 二十才の微熱（1993年）
- エンジェル・ダスト（1994年）
- 天使なんかじゃない（ネガ編集・1994年）
- スキヤキ（1995年）
- 水の中の八月（1995年）
- 踊る大捜査線 THE MOVIE（1998年）
- 冷静と情熱のあいだ（2001年）
- Laundry（2002年）
- アマレット（2004年）
- 海猿 ウミザル（2004年）
- 絶対恐怖 Booth ブース（2005年）
- 逆境ナイン（2005年）
- シュガー&スパイス 風味絶佳（2006年）
- 銀色のシーズン（2007年）
- のだめカンタービレ 最終楽章 前編（2009年）
- THE LAST MESSAGE 海猿（2010年）
- のだめカンタービレ 最終楽章 後編（2010年）
- DOG×POLICE 純白の絆（2011年）
- テルマエ・ロマエ（2012年）
- 今夜、ロマンス劇場で（2018年）
- OVER DRIVE (2018年)
- はたらく細胞 (2024年)

### アニメーション
- 創竜伝（1992年）

## 受賞歴
2025年
- 第48回日本アカデミー賞 優秀編集賞（『はたらく細胞』）